# يوسوفا
يوسوفا أو يُعرف باسمه الحقيقي يوسوفا مابيكي (بالفرنسية: Youssoupha Mabiki)، من مواليد 29 أغسطس 1979 في كينشاسا (زائير)، هو مغني راب فرنسي من أصل كونغولي.

## سيرة
ولد في عائلة نشأوا في كينشاسا في زائير (الكونغو الديموقراطية الآن - كينشاسا)، و انتقلوا بعد ذلك للعيش في بروكسل في وقت مبكر جدا، حيث كان في عمر 10 سننوات، نشأ وترعرع مع أسرته قبل أن يغادر للعيش مع خالته في باريس. واصل تعليمه في فرنسا، كان يقيم في سيرجي حتى عودته تحوله حيث انتقلت عائلته للعيش في سارتروفيل Sartrouville في إيفلين. يمضي الدرج وعلى أعلى الدرجات الأكاديمية فرساي في فرنسا، ثم التفت إلى الدراسات الأدبية. كان ذلك بعد الدراسة الجامعية في السوربون الجديدة (باريس III) وقال انه يكرس نفسه تماما إلى الموسيقى. الأولى جماعته هي الأخوين لوميير شنت مع اثنين من أصدقائه الذين أطلق الجيش الشعبي.
بعد العديد من المشاريع التي الألبوم مجموعة البنا كين الاتجاه (مع شريرة وفيلو)، وقال انه صدر أواخر عام 2005 شارع DVD: ثم وقع معاودة الأبدية لالمعادية. بعد الأجزاء الأولى من عدة مغني الراب الأمريكي الشهير 50 سنت، سنوب دوج، بوستا رايمز، ناس، طريقة مان، ريدمان، أصدر ألبومه المنفرد الأول مارس 2007 تحت اسم كل أخ عندما كان د أول من اقترح تعيين الزنجية. ويضم الألبوم الظهور كضيفة شرف مثل لديام، كول شين، S'Pi مايك والهندسة. في عام 2007، شارك مدرسا الكتابة الموسيقية في تلفزيون الواقع Popstars، على M6، الذي شهد له الفوز Sheryfa لونا. في «فرقة دي لو داوا» يوسوفا لا ينسى أصدقائه الذين آدم وبدري. صدر له أحدث D **** الألبوم الأسود 23 يناير 2012.

## الطفولة
ولد يوسوفا 29 أغسطس 1979 في كينشاسا. والده هو الموسيقار الزائيري التبو لي روشيرو. والدته من أصل سينغالي.
في عام 1989، انتقل يوسوفا إلى بيزييه، ثم بعد بضعة أشهر، إلى أونيه. جاء في السداسي لمواصلة تعليمه، وقال انه يقيم في سيرجي، حتى دخوله حيز الثانية قبل أن ينتقل إلى سارتروفيل Sartrouville في إيفلين. بدأ بدراسة أدبية ثم تحولت إلى دراسات الوساطة والتواصل الثقافي في روان وGuillotière عن السيطرة (البكالوريا +5).

## بداياته في الموسيقى
الأولى مع جماعته هي الأخوين لوميير شنت مع اثنين من أصدقائه (وتنتج جزئيا ريمي سارازين) الذين أطلق الجيش الشعبي. بعد العديد من المشاريع التي من بينها الألبوم مجموعة البنا كين الاتجاه (مع شريرة كوزي فيلو والهندسة MIC)، وقال انه أصدر أواخر عام 2005 شارع DVD: ثم وقع معاودة الأبدية لالمعادية.

## روابط خارجية
- يوسوفا على موقع IMDb (الإنجليزية)
- يوسوفا على موقع ميوزك برينز (الإنجليزية)
- يوسوفا على موقع أول ميوزيك (الإنجليزية)
- يوسوفا على موقع ديسكوغز (الإنجليزية)